# Gribouille (chanteuse)
Pour les articles homonymes, voir Gribouille.
Marie-France Gaité, dite Gribouille, née à Lyon 4e le 17 juillet 1941 et morte à Paris 12e le 18 janvier 1968, est une chanteuse française.

## Biographie
Née à Lyon en 1941, Marie-France Gaité commence à se produire très jeune dans cette ville, à seize ans, avant de monter à Paris où elle vit de dessins à la craie, sur le trottoir. Jean Cocteau la croisant dans la rue où elle dessine sur un trottoir, se méprend sur cette « jolie fille pleine de musique qui ressemblait parfois à un joli garçon » et l'aborde,. Il la présentera au Bœuf sur le toit, premier maillon pour se lancer dans la chanson. Il dessinera aussi son portrait que — en souvenir de sa méprise — il dédicacera « À mon ami Gribouille ». Elle gardera précieusement ce dessin en ajoutant pudiquement un « e » au mot ami.
Elle enregistre des chansons de Michel Breuzard, puis, collaborant avec des compositeurs tels que Charles Dumont, Gérard Bourgeois, Jacques Debronckart, Georges Chelon, elle écrit dans les années 1960 ses textes les plus connus : Mathias, Grenoble, Elle t'attend, On n'a pas le droit, Ostende. Son apparence androgyne et sa voix grave ainsi que ses chansons personnelles et ambiguës lui gagnent le public lesbien.
En 1966, elle chante à Bobino en première partie de François Deguelt.
Le 18 janvier 1968, celle qui chantait Mourir demain meurt d'un excès de barbituriques et d'alcool à son domicile de la rue Crozatier, dans le 12e arrondissement de Paris, alors qu'elle venait de finir d'enregistrer son nouveau disque. Elle est inhumée au cimetière parisien de Bagneux (96e division).

## Postérité et hommages
Le chanteur Jean-Claude Annoux lui rend hommage avec sa chanson Gribouille.
D'après David Bret, le chanteur britannique Nick Drake, découvrant les chansons de Gribouille lors d'un séjour en France, a inclus des notes de Mathias dans sa chanson Hazey Jane II.
Marie-Thérèse Orain a créé un spectacle en son hommage. La chanteuse lyonnaise Chantal Mathieu a fait de même en octobre 2015.
Érick Lenguin lui rend hommage avec sa chanson Gribouille en février 2021.

## Discographie

### 45 tours
- Paris Terre mouillée (1963)
- Si j'ai le cœur en berne (1964)
- Mourir de joie (1964)
- Mathias (1965)
- Mourir demain (1965)
- À ta santé, Madame (1966)
- Elle t'attend (1966)
- Dieu Julie (1966)
- Ostende (1968)

### 33 tours
- Gribouille (1968)
- Mourir de joie (1971)
- Mourir de joie (1977)
- Gribouille (1984)

### CD
- Mourir de joie (1990)
- Mathias (1997)

## Publication
- Je vais mourir demain, préface de Françoise Mallet-Joris et Marie-Thérèse Orain, C. Pirot, 2001[1].

### Ressource radiophonique
- Martin Pénet, « Hommage à Gribouille - à l'occasion des 50 ans de sa disparition » [audio], émission Tour de chant, France Musique, 1er avril 2018.

Avec le témoignage de la chanteuse Marie-Thérèse Orain